# Phycocaris
Phycocaris is een geslacht van kreeftachtigen uit de klasse van de Malacostraca (hogere kreeftachtigen).

## Soort
- Phycocaris simulans Kemp, 1916